# D-AMPS
Digital AMPS, D-AMPS, přesněji IS-54 nebo IS-136, je (dnes už historický) systém mobilních telefonů druhé generace používaný v letech 1990-2007 na obou amerických kontinentech, především v USA a Kanadě.
Systém se obvykle nazývá jednoduše TDMA, což je zkratka pro technologii časového oddělení umožňující současný přenos několika hovorů v jednom kmitočtovém kanálu, která je používaná i systémem GSM.
Systém používá 832 kanálů o šířce 30 kHz v pásmu 800 MHz. Každý kanál v jedné buňce může být současně využíván až 3 mobilními stanicemi. Zajímavostí je, že mohl koexistovat se starším analogovým systémem AMPS. V porovnání s ním přinesl lepší ochranu proti odposlechu, delší výdrž baterií u mobilních telefonů a především bezešvý roaming, při kterém je může mobilní účastník měnit svoji polohu bez nutnosti manuální registrace.
D-AMPS používá 7C/4 diferenciální kvadraturní modulaci fázovým posuvem (DQPSK), označovanou též jako diferenciální 7t/4 4-PSK nebo π/4 DQPSK s bitovou rychlostí 48,6 kbit/s na kanál šířky 30 kHz. Výsledná efektivita 1,62 bit/s/Hz je o 20 % lepší než u GSM. Nevýhodou je menší výkonová efektivita, což znamená menší výdrž baterií mobilních telefonů.